# Броже, Карлис Янович
Карлис Янович Броже (лат. Kārlis Brože; 12 ноября 1887, Буртнек — 1941, место смерти неизвестно доподлинно, СССР) — латвийский военный деятель.

## Биография
Родился 12 ноября 1887 году в населённом пункте Буртнек. В 1911 году окончил Петербургский педагогический институт, получив диплом повятского учителя. Окончил Оренбургскую школу прапорщиков вместе с Петром Дьяченко 19 января 1916 года, нёс службу в кавалерийской части Российской императорской армии.
С 1918 года нёс службу в конном полку Чëрных запорожцев армии УНР. Участвовал в Первом зимнем походе, в боях за Вознесенск. Был хорошим командиром в армии УНР, однако не владел украинским языком, чем вызывал недовольство  подчинённых. 23 декабря 1920 году уехал в Латвию, с 10 апреля 1921 года начал работу в полиции. Работал в Валкском уезде (на границе с Эстонией), в 1933 году вернулся в родной уезд.
Награждён орденами Железного креста УНР и Трёх Звёзд (1932).
6 июля 1940 году уволился из полиции после вхождения Латвии в состав СССР и ввода советских войск. Был арестован по обвинению в антисоветской деятельности. Расстрелян в 1941 году (точная дата неизвестна).